# Jammerbugt Kommune
Seit dem 1. Januar 2007 besteht die Jammerbugt Kommune als Ergebnis der Kommunalreform in Jütland. Sie entstand aus den früheren Kommunen Brovst, Fjerritslev, Pandrup und Aabybro im Nordjyllands Amt. Diese neue Kommune umfasst eine Fläche von 863,90 km² und hat eine Gesamtbevölkerung von 38.364 Einwohnern (Stand 1. Januar 2023).
Sie ist Teil der Region Nordjylland (Region Nordjütland). Der Sitz der Verwaltung ist in Aabybro. Der Name der Gemeinde leitet sich von der Jammerbucht ab.

## Kirchspielsgemeinden und Ortschaften in der Kommune
Auf dem Gemeindegebiet liegen die folgenden Kirchspielsgemeinden (dän.: Sogn) und Ortschaften mit über 200 Einwohnern  (byområder (dt.: „Stadtgebiete“) nach Definition der Statistikbehörde); Einwohnerzahl am 1. Januar 2023, bei einer eingetragenen Einwohnerzahl von Null hatte der Ort in der Vergangenheit mehr als 200 Einwohner:
| Sogn                          | Einwohner              | Ortschaft                 | Einwohner         |
| ----------------------------- | ---------------------- | ------------------------- | ----------------- |
| Alstrup Sogn                  | 76                     |                           |                   |
| Bejstrup Sogn                 | 314                    |                           |                   |
| Biersted Sogn                 | 3.675                  | Biersted Nørhalne         | 1.612 1.516       |
| Brovst Sogn                   | 3.019                  | Brovst                    | 2.664             |
| Fjerritslev Sogn (a)          | 1. Oktober 2012: 3.427 |                           |                   |
| Gjøl Sogn                     | 1.195                  | Gjøl                      | 922               |
| Gøttrup Sogn                  | 505                    | Gøttrup (c)               | < 200             |
| Haverslev Sogn                | 569                    | Bonderup (c)              | < 200             |
| Hjortdal Sogn                 | 466                    |                           |                   |
| Hune Sogn                     | 1.638                  | Blokhus Hune              | 719 477           |
| Ingstrup Sogn                 | 684                    | Ingstrup                  | 363               |
| Jetsmark Sogn                 | 5.937                  | Kås Moseby (c) Pandrup    | 2.326 < 200 2.909 |
| Kettrup Sogn                  | 510                    |                           |                   |
| Klim Sogn                     | 600                    | Klim                      | 416               |
| Koldmose Sogn                 | 209                    |                           |                   |
| Kollerup Sogn (a)             | 1. Oktober 2012: 0.305 |                           |                   |
| Kollerup-Fjerritslev Sogn (a) | 3.736                  | Fjerritslev               | 3.335             |
| Langeslund Sogn               | 1.338                  | Arentsminde \| Halvrimmen | 405 601           |
| Lerup Sogn                    | 146                    |                           |                   |
| Saltum Sogn                   | 1.315                  | Saltum                    | 702               |
| Skræm Sogn                    | 316                    |                           |                   |
| Torslev Sogn (b)              | 822                    | Skovsgård (b)             | 803               |
| Tranum Sogn                   | 806                    | Tranum                    | 436               |
| Vedsted Sogn                  | 1.185                  | Birkelse                  | 634               |
| Vester Hjermitslev Sogn       | 444                    | Vester Hjermitslev        | 340               |
| Vester Torup Sogn             | 609                    | Vester Torup              | 258               |
| Vust Sogn                     | 108                    |                           |                   |
| Øland Sogn                    | 531                    | Østerby                   | 345               |
| Øster Svenstrup Sogn (b)      | 691                    | Ny Skovsgård              | 231               |
| Aaby Sogn                     | 6.909                  | Aabybro                   | 6.559             |

## Partnergemeinden
Die Gemeinde Jammerbugt ist seit 2008 mit der Stadt Tornesch in Schleswig-Holstein verpartnert.